# Estanislao Pérez Artime
Estanislao Pérez Artime, conocido como Tanis de la Riva, nacido en Padrón en 1881 y difunto en Villagarcía de Arosa el 12 de marzo de 1945, fue un industrial y político gallego.

## Trayectoria
Hijo del comerciante José Ramón Pérez de la Riva, procedente de Ortigosa de Cameros (La Rioja), y de la padronesa María Dolores Artime Pérez, hermana de Eloy Artime Pérez. Fue concejal en Padrón y representaba en el distrito de Padrón a Rafael Gasset Chinchilla y después al diputado Antonio Rodríguez Pérez.
Fue diputado provincial en 1923 y vicepresidente de la Diputación. Fue nombrado presidente de la Diputación Provincial de La Coruña a finales de 1935, miembro do Partido Radical de Lerroux desde su fundación en 1908.
En 1925 le compra a Enrique Roel Münch una casa con finca en Iria Flavia, con una extensión de 11.500 metros cuadrados con miras a instalar en ella una fábrica. En un principio había pensado en la confección de lino, pero ante la escasez de materia prima y la creciente demanda de electrificación doméstica, se decantó por las bombillas. Así nacerá, en 1929, Lámparas Yria S.A con un capital de 1.100.000 pesetas, que iluminaron muchos años en aquellos hogares, siendo el propio Estanislao gerente y presidente del Consejo de Administración. El 66% era propiedad del fundador y el resto repartido entre el Banco Simeón, sus hermanos (Isidoro y José), hijos (Pepín, Manuel y Estanislao) y comerciantes varios.
La producción de bombillas comienza en los primeros meses de 1929. Ya en 1927 había comprado a Magdalena Salas la patente para la fabricación de bombillas de incandescencia. 
En 1930 Estanislao contrata  al ingeniero alemán Karl Feuchter para solventar los defectos de fabricación con los que salían los primeros ejemplares. Este decide cambiar la maquinaria obsoleta por otra más moderna. En 1931 se produce la nueva bombilla con buena aceptación por el mercado, sobre todo durante la Guerra civil, ya que era la única fábrica en la zona nacional. La competencia empieza a ser un problema así que se opta por aumentar la producción para ir a economías de escala. Introducen así mismo la publicidad, primero con un spot para cine donde se ve la fabricación y escenas de Padrón.
Después anuncios en prensa, «Lámparas Yria, lucen como el sol de España». Stands en ferias de muestra, como las Ferias del Automóvil en Puentecesures los años 1950 y 1954. Elementos de merchandising como los lápices  que tenían las torres de Iria.
Aun así llegaron años de pérdidas. En 1944 la empresa decide ampliar el capital a 5 millones de pesetas, el 30% lo aportó la familia Artime y el 70% el Banco Simeón.Tras su muerte, Estanislao es sustituido por su hijo Estanislao Pérez Rey. En 1948 la empresa cuenta con 92 empleados, pero la compañía vuelve a entrar en pérdidas y en 1953 se reduce su capital social a 2.5 millones de pesetas y comienza a fabricar tubos fluorescentes, marca Veralux, que vende por toda España, figuran como comerciales los Sres. Moreiras, Carballido y Manuel Baliñas pero la demanda era poca. Más adelante se sigue renovando la maquinaria, se fabrican nuevos productos como los faros Opalux y Reflex. Iria no logra remontar y la fábrica cierra a mediados de los años 1970.
También fue presidente del Consejo de Administración del Hotel Compostela.
Al estallar la sublevación del 18 de julio de 1936 fue  acusado de «jefe de los izquierdistas de Padrón» y encarcelado en los bajos del ayuntamiento de Santiago de Compostela. Cuando salió, dio dinero para reparar el presidio, con el fin de mejorar las condiciones en las que se encontraban los presos, dotando a los calabozos de Rajoy con agua corriente, lavabos, letrinas y cloacas. Luego, como podía pagárselo, pasó a una habitación del Hotel Compostela, bajo vigilancia pagada por él, pero una denuncia de la Falange de Padrón, acusándolo de sobornar a sus vigilantes, hizo que lo trasladasen al Sanatorio de Baltar, de donde salió en septiembre del 36. 
Fue expedientado por la Comisión Provincial de Incautaciones de Bienes en 1937. Tras dicha denuncia Tanis fija su residencia en Villagarcía de Arosa hasta su muerte en 1944.  
No fue «paseado», en un primer momento gracias a la intervención de su hijo mayor, que cuando vinieron a buscarlo en plena noche se vistió el uniforme de oficial de las milicias universitarias y ordenó al sargento que se puisera «firme», le mandó dar la vuelta y «de frente, ar». En un segundo momento fue decisiva la intervención de Víctor Varela, un falangista de Villagarcía que trabajaba en las oficinas de Iria Flavia.

## Vida personal
Se casó con Angela Rey Baltar, también de Padrón y hermana de Ramón Rey Baltar. Tuvieron 13 hijos: José, Manuel, Ángela, Estanislao, Dolores, Catalina, Eloy, Concha, Maruja, Isidoro, Rita, Carmen y Félix Pérez Rey.

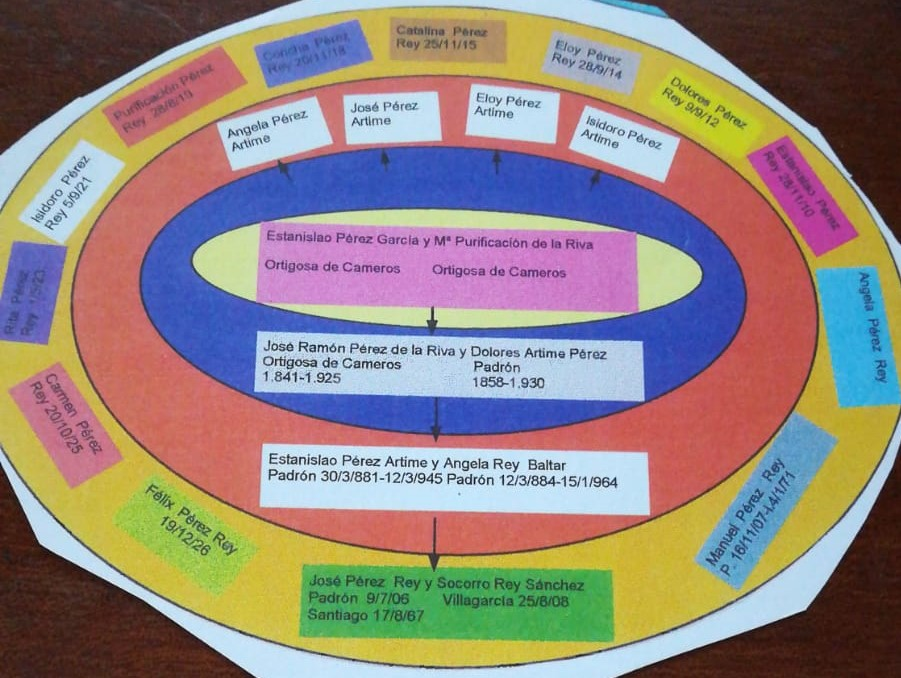
Hijos y antepasados de Estanislao Pérez Artime.

Leonor Pérez Pita, Cuca Solana, exdirectora de la Pasarela Cibeles es nieta de Estanislao Pérez Artime, su padre también nació en Padrón. Su otro abuelo Víctor Pita fue el fundador de Conservas Cuca.
| Predecesor: Antonio Goyanes Cedrón | Presidente de la Diputación de la Coruña 1935 - 1936 | Sucesor: José López Bouza |

Es notoria su amistad con distintas personalidades del momento, desde el presidente del gobierno de la República don Alejandro Lerroux a don Ramón María del Valle-Inclán, con quien mantuvo una nutrida correspondencia de la que se extrae que el literato fue bautizado en Villanueva de Arosa. 